# Gilbert Schlogel
 (septembre 2014).
Gilbert Schlogel, né le 10 décembre 1932 à Paris et mort le 30 novembre 2023 à Gardanne, est un chirurgien et écrivain français. 

## Carrière médicale
Interne des hôpitaux de Paris puis chef de clinique, il est affecté en antenne chirurgicale pendant la guerre d'Algérie. Il exerce ensuite la chirurgie dans une clinique de Gassin (Var) jusqu'en 1991.

## Œuvre
- 1981 De l'autre côté du bistouri, ed belfond
- 1985 Le Malingot, Prix Littré
- 1992 Les Princes du sang[4]
- 1994 Docteur Hellen, suite des Princes de sang
- 1995 Rage de flic Prix du Quai des Orfèvres 1996
- 1996 Victoire ou la douleur des femmes
- 1998 Mort d'un médecin
- 2000 Emile de Lavalette
- 2001 Pulsions
- 2002 Toubib
- 2003 Le Crime de Sainte-Marthe : une enquête du Dr Ludovic Hébert
- 2003 L'enfant de Morn'voie
- 2004 Pour l'honneur d'un médecin, prix Jackie-Bouquin

- Le festival de la galère ou l'itinéraire du père Hubert
- L'Anti régime, lettre à mes frères Tropgros
- Vos vêtements et votre santé. Comment faut-il s'habiller pour préserver sa santé ?
- La Santé en vacances

## Prix et distinctions
Il a été nommé chevalier dans l'Ordre des Arts et des Lettres en janvier 2010.
- Prix Littré 1985 pour Le Malingot
- Prix du Quai des Orfèvres 1996 pour Rage de flic
- Prix Jackie-Bouquin 2004 pour Pour l'honneur d'un médecin